# Krycí jméno: Čistič
Krycí jméno: Čistič (v anglickém originále Code Name: The Cleaner) je americká filmová komedie z roku 2007. Režisérem filmu je Les Mayfield. Hlavní role ve filmu ztvárnili Cedric the Entertainer, Lucy Liu, Nicollette Sheridan, Mark Dacascos a Callum Keith Rennie.

## Obsazení
| Cedric the Entertainer | Jake Rogers |
| Lucy Liu               | Gina        |
| Nicollette Sheridan    | Diane       |
| Mark Dacascos          | Eric Hauck  |
| Callum Keith Rennie    | Shaw        |
| Niecy Nash             | Jacuzzi     |
| DeRay Davis            | Ronnief     |
| Will Patton            | Riley       |
| Kevin Mcnulty          | Dr. Soames  |